# Honda CBR 1000 F
Die CBR 1000 F ist ein Motorrad des japanischen Fahrzeugherstellers Honda. Der vollverkleidete Sporttourer wurde in Nordamerika unter der Bezeichnung „Hurricane“ vermarktet und hatte anfänglich die Werksbezeichnungen SC 21 und ab dem Baujahr 1989 SC 24.
In Japan selbst gab es in den 1980er Jahren eine freiwillige Selbstbeschränkung der Hersteller für große Motorräder auf 750 cm³. Daher war seinerzeit dort die Honda CBR 750 R Super Aero das Flaggschiff der CBR-Reihe.

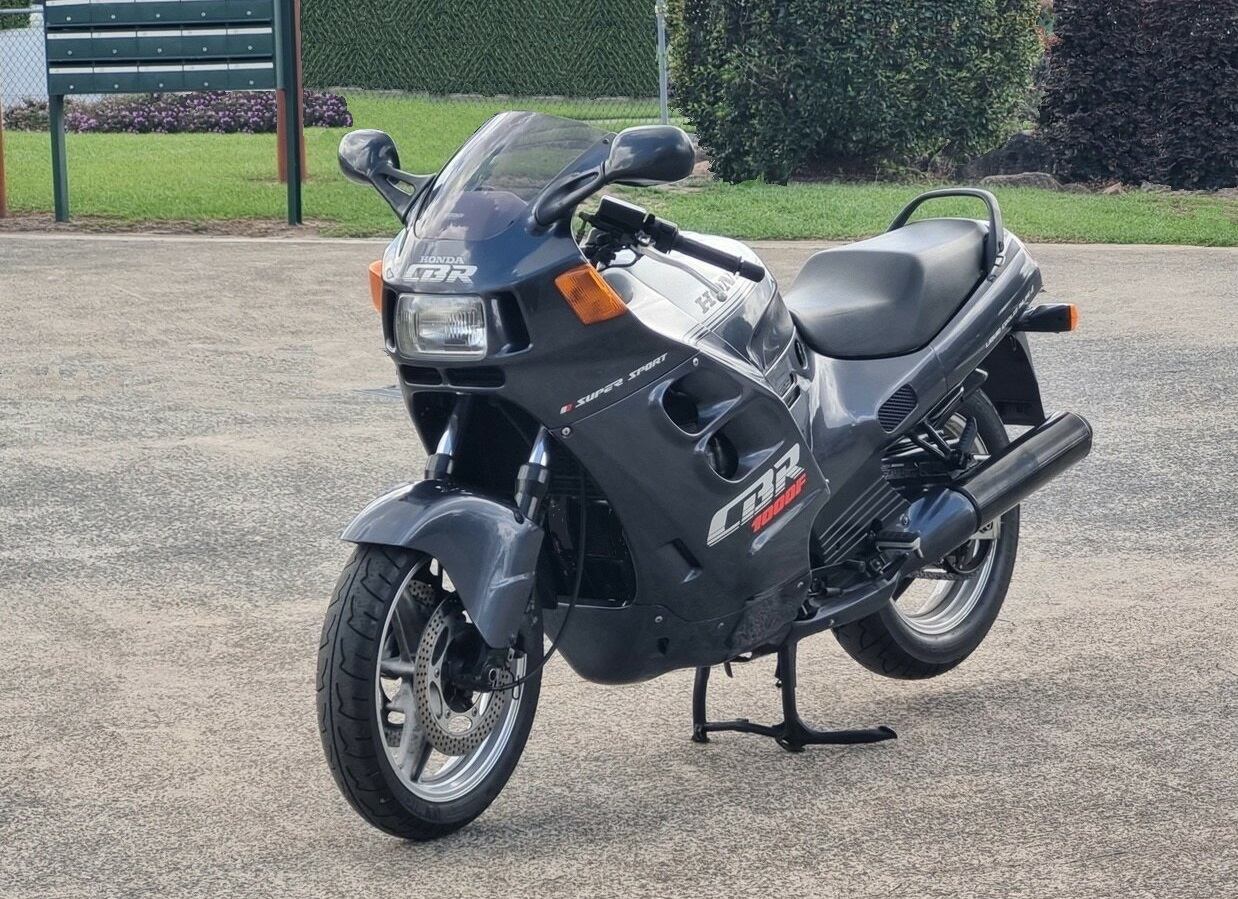
Honda CBR 1000 F, 1987,(SC 21) anthracite

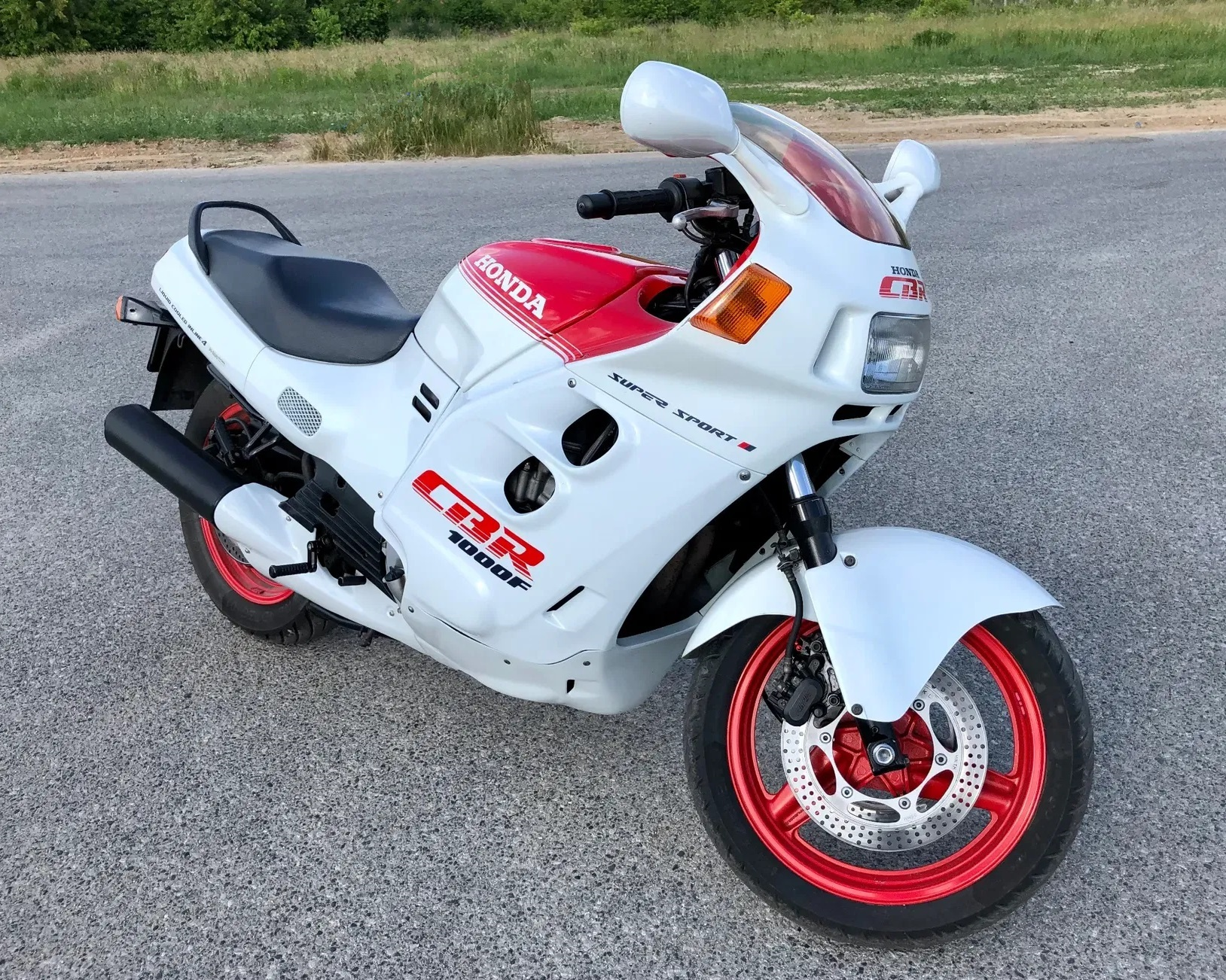
Honda CBR 1000 F, 1987, (SC 21) white-red

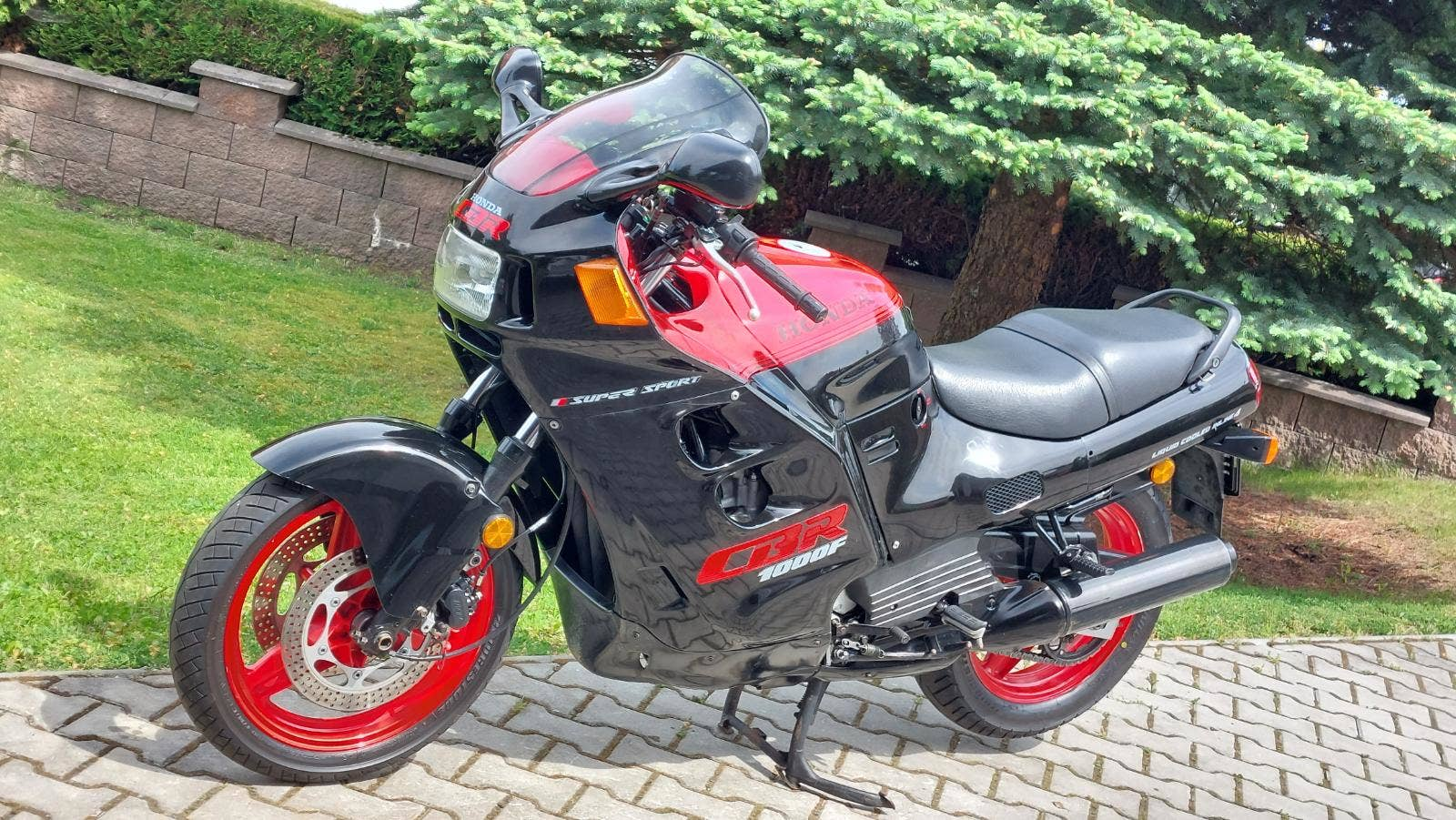
Honda CBR 1000 F, 1987, (SC 21) black-red

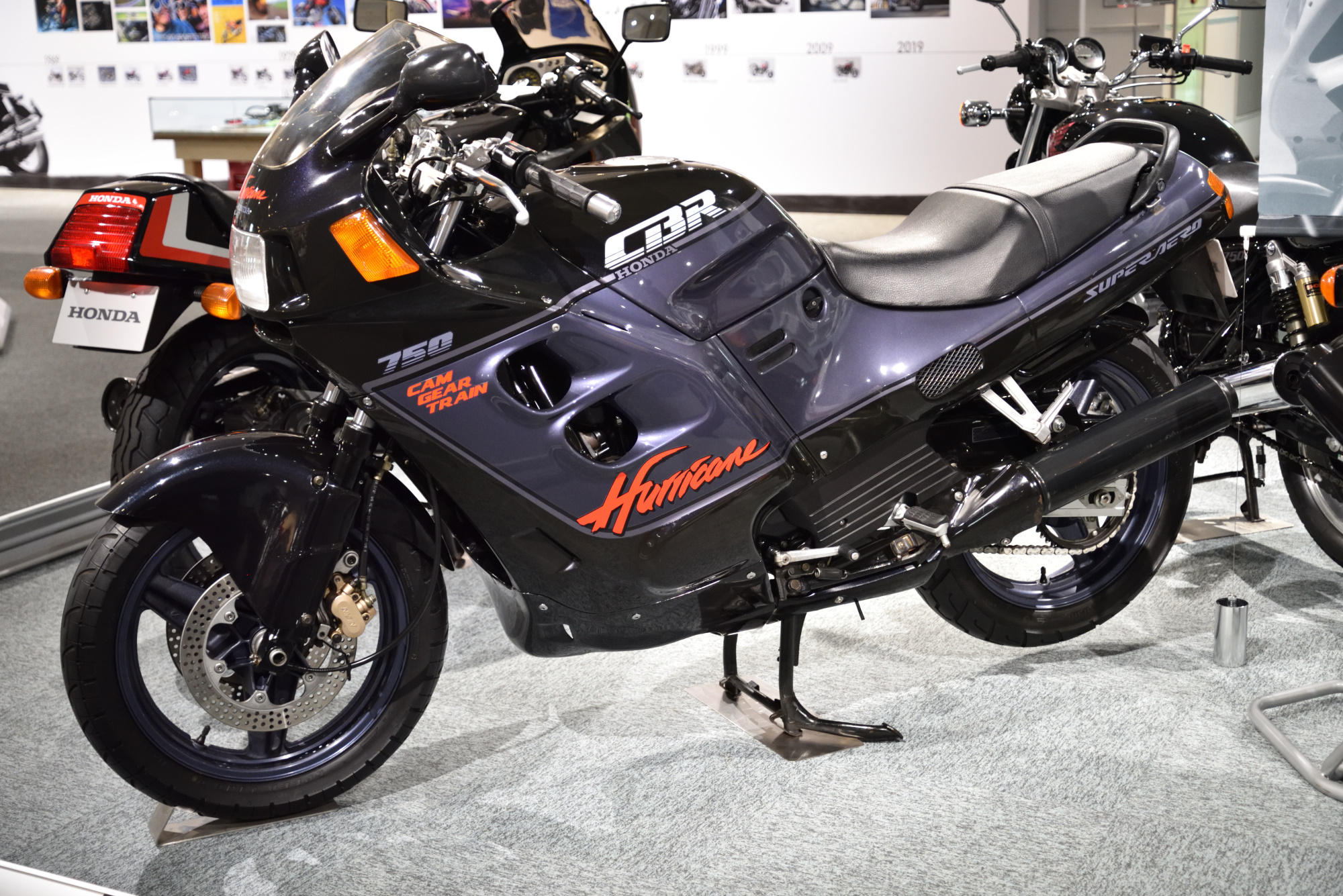
Honda CBR 750 Super Aero, 1987

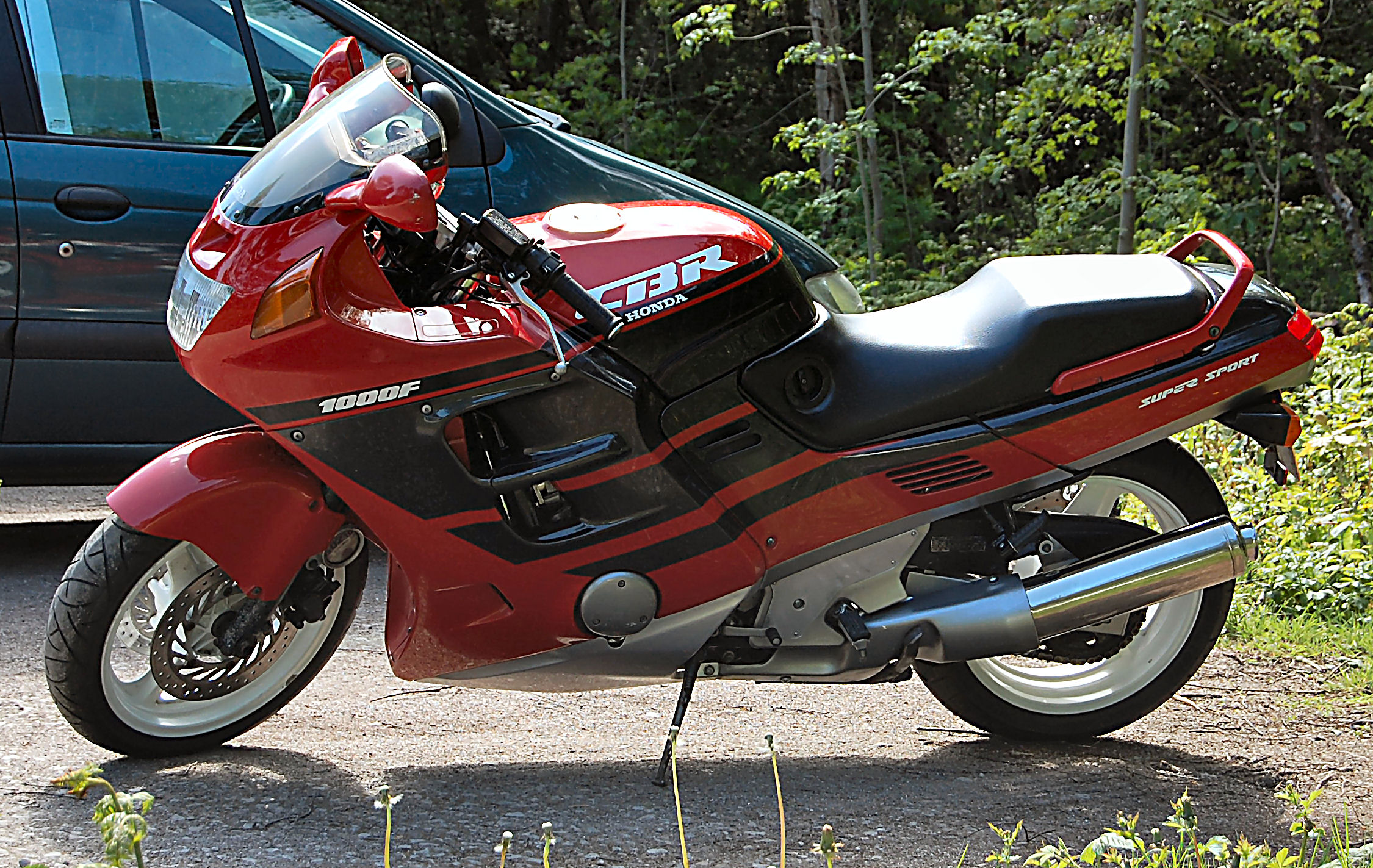
Honda CBR 1000 F (Typ SC 24), Bj. 1990, rot-schwarz.

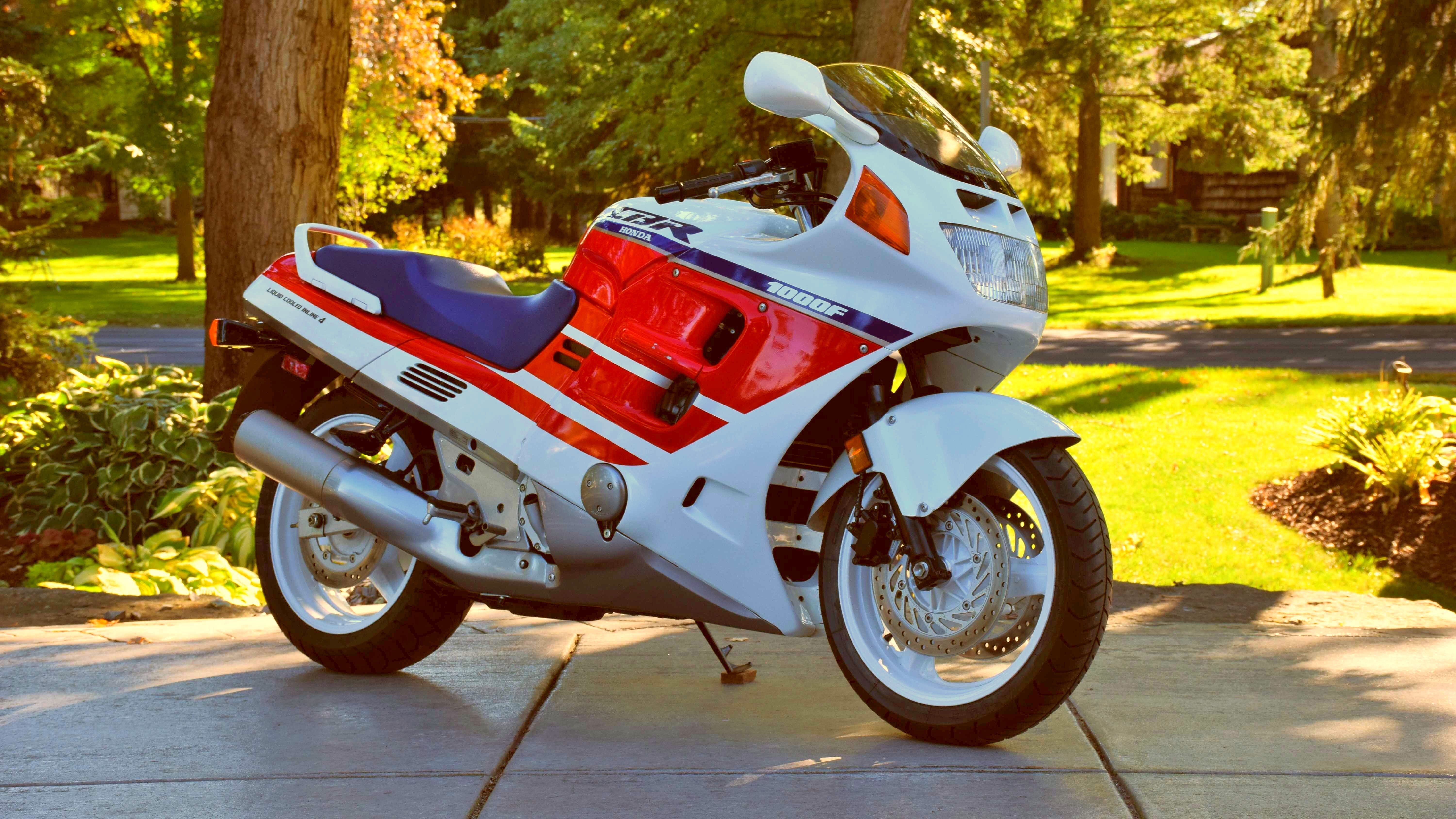
Honda CBR 1000 F (Typ SC 24) Bj. 1990, Farbe 1989 und 1990 in Deutschland

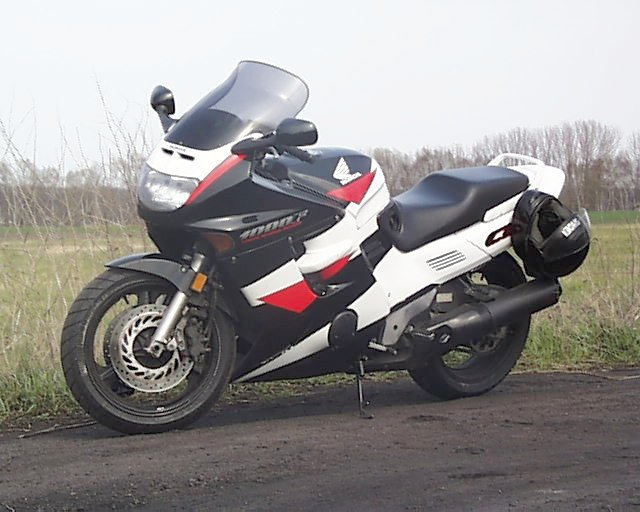
Honda CBR 1000 F, (Typ SC 24) Bj. 1994

## Technische Daten

### Antrieb
Der flüssigkeitsgekühlte Vierzylindermotor erzeugte (1987 bis 1992) aus 998 cm³ Hubraum eine Nennleistung von 74 kW (101 PS). Ab 1993 wurde die Leistung – wegen einer neu eingeführten Versicherungstarifgrenze- auf 72 kW (98 PS) gedrosselt.  Das maximale Drehmoment von 88 Nm lag bei einer Drehzahl von 6500 min−1 an (6.000 min bei der 74-kW-Version). Ungedrosselt erreichte der Motor eine Nennleistung von 91,4 kW (124 PS) und ein maximales Drehmoment von 95,2 Nm bei einer Drehzahl von 8600 min−1. Der Zylinderkopf des quer eingebauten Reihenmotors hat zwei obenliegende Nockenwellen, welche über Schlepphebel je Zylinder zwei Einlass- und zwei Auslassventile ansteuern. Die Motorbreite wurde reduziert, indem die Lichtmaschine hinter dem Motorblock angeordnet wurde. Der Motor hat eine  Zylinderbohrung von 77 mm. Die vier Kolben haben einen Hub von 53,6 mm. Das Verdichtungsverhältnis beträgt 10,5:1. Die Druckumlaufschmierung hat einen Nasssumpf. Das Motorrad beschleunigt in 4,5 Sekunden von 0 auf 100 km/h und erreicht eine Höchstgeschwindigkeit von 225 km/h.

### Kraftübertragung
Der Primärtrieb ist ein schräg verzahntes Stirnradpaar. Eine hydraulisch betätigte Mehrscheiben-Nasskupplung trennt die Kraft und ein klauengeschaltetes Getriebe mit sechs Gängen wandelt das Drehmoment. Der Sekundärtrieb läuft über eine O-Dichtringkette.

### Kraftstoffversorgung
Vier Gleichdruckvergaser sorgen für die Gemischbildung des Viertaktmotors. Die Vergaserdurchmesser variierten je Modelljahr: 38,5 mm (1987, 1988 und 1991), 35,6 mm (1989 und 1990), 38 mm (1992 und 1994), 37 mm in 1993.  Die Zündung erfolgte je Zylinder durch eine computergesteuerte, digitale Transistorzündung mit elektronischer Frühverstellung. Der durchschnittliche Kraftstoffverbrauch betrug 6,8 Liter auf 100 km bei einer Geschwindigkeit von 130 km/h. Der Kraftstofftank hatte ein Volumen von 21 Litern (1987–1991) bzw. ab 1992 waren es 22 Liter, davon waren jeweils 3,5 Liter Reserve, und ermöglichten eine maximale Reichweite von 288 km. Der Hersteller empfahl die Verwendung von Motorenbenzin mit einer Klopffestigkeit von mindestens 95 Oktan.

### Fahrwerk
Das Fahrwerk baute auf einem Brückenrahmen aus Stahl auf und hatte hinten eine Kastenschwinge aus Stahl. Das ProLink-Zentralfederbein hatte ein Hebelsystem mit Gasdruckdämpfer und 115 mm Federweg. Das Vorderrad wurde von einer Teleskopgabel mit 41 mm Durchmesser und 130 mm Federweg geführt. Die Cartridgegabel hatte eine pneumatische Kammer, um Straßenvibration zu dämpfen. Am Vorderreifen verzögerte eine gelochte Doppelscheibenbremse mit 296 mm Durchmesser und hinten eine ebenfalls gelochte Scheibenbremse mit 256 mm. Beide Bremsen hatten Bremszangen von Nissin mit drei gegenüberliegenden Kolben. Ein Dual Combined Brake System (DCBS) genanntes kombiniertes Bremssystem unterstützte ab 1992 die Dosierung der beiden Bremsen. Ein Antiblockiersystem wurde für das Motorrad nicht angeboten. Die Bereifung der 17 Zoll großen Drei-Speichen-Räder aus Aluminiumguss hatten folgende Maße: (1987 und 1988): vorn 110/80-V17 (V 270) und hinten 140/80-V17 (V 270) sowie ab 1989 vorn 120/70-VR17 und hinten 170/60-VR17. Das Motorrad verfügte serienmäßig über Haupt- und Seitenständer.

## Modellgeschichte für deutsche Modelle (G-Typ)
Obgleich der vierzylindrige V-Motor in der Honda VFR-Serie bis heute eingesetzt wird und zuverlässig ist, war das 1986 vorgestellte Motorrad die vorläufige Abkehr des Weltmarktführers von diesem Konzept. Das grundsätzlich gute V-4-Prinzip hatte bei der Premiere ab 1982 bis 1984 mit Mängeln zu kämpfen, was die Kunden anscheinend verprellte. 
Während des Bauzeitraums von 1987 bis 1999 wurde das Motorrad zweimal umfangreich überarbeitet. 1989 erhielt das Motorrad einige kosmetische Änderungen mit einer kompletten Überarbeitung der Frontverkleidung. Die Blinker blieben oberhalb der Scheinwerferhöhe. Des Weiteren gab es Verbesserungen an der Vorderradaufhängung und breitere Reifen. Ein modifizierter Steuerkettenspanner minderte das Rasseln der Steuerkette. Die Leistung wurde geringfügig auf 101 kW (137 PS) gesteigert und das Fahrzeuggewicht stieg. 1992 wurde die Verkleidung erneut überarbeitet und stromlinienförmiger gestaltet. Die Blinker wurden nun unterhalb der Scheinwerferhöhe platziert. Darüber hinaus wurde ein kombiniertes Bremssystem mit dem Namen Dual Combined Brake System (DCBS) erstmals von Honda eingeführt. 1999 lief die letzte CBR 1000 F in Japan vom Band. Einen direkten Nachfolger mit vergleichbarer Fahrzeug-Charakteristik gab es von Honda nicht.
Verkaufspreis Honda CBR 1000 F, Stand:
01.01.1988: 14.570 DM
20.09.1988: 15.770 DM
05.10.1990: 17.195 DM
30.09.1992: 17.825 DM
01.01.1993: 18.320 DM
01.10.1994: 19.610 DM

## Kritiken
„Die CBR 1000 F, ein Trendsetter von ehedem, fällt kaum noch auf, Vollverkleidung ist bei Sportlern und Tourern längst Standard. Offiziell wird sie mit 98 PS angeboten, aber der Händler kann sie auf nominell 130 PS entdrosseln, womit sie auch im Vergleich zur aktuellen Konkurrenz gut im Futter steht. Und lässt sich vor allem immer noch schnell und bequem fahren – eine echte Empfehlung an sportive Touristen mit Sinn für entspanntes Reisen.“

„Die CBR versteckt ihren fetten Zylinderblock und sämtliche Innereien komplett unter einem Kunststoffkleid – eigentlich schade. Wer ein langstreckentaugliches, preisgünstiges Big Bike sucht, liegt mit der Honda richtig.“

„Die CBR 1000 F war eines der ersten Motorräder in der modernen Ära, das eine Vollverkleidung hatte. Böse Zungen lästerten, es sehe daher aus wie eine mobile Badezimmereinrichtung. Aber trotz ihres lustigen Aussehens (das später modifiziert wurde) blieb die CBR 1000 F Hondas Flaggschiff und das schnellste Motorrad des Unternehmens – bis zur Einführung der FireBlade im Jahre 1992.“

“The sports-touring Honda CBR 1000 F was always in the shadow of more exciting motorcycles, yet had a decade long production run. It had its good points, such as a comfortable riding position, good build quality – except for early camchain tensioner problems – and respectable handling.”

„Der Sportstourer Honda CBR 1000 F stand immer im Schatten von aufregenderen Motorrädern, wurde dennoch eine Dekade lang produziert. Es hat seine Vorteile, wie eine komfortable Sitzposition, eine gute Verarbeitungsqualität – mit Ausnahme früher Steuerkettenspanner – und ein ordentliches Handling.“